# Grafschaft Clermont
Die Grafschaft Clermont mit dem Hauptort Clermont (heute Clermont-Ferrand) entstand faktisch, als es innerhalb der Familie der Grafen von Auvergne zu Erbauseinandersetzungen kam. Um 1147 wurde Wilhelm VII. der Junge von seinem Onkel Wilhelm VIII. der Alte soweit aus der Grafschaft Auvergne verdrängt, dass er lediglich Le Puy-en-Velay und Clermont(-Ferrand) für sich retten konnte.
Wilhelm der Junge und seine Nachfolger nannten sich danach Grafen von Auvergne und Clermont, später, nach 1281, Grafen von Clermont und Dauphins von Auvergne (Im Testament des Grafen Robert II. heißt es: Robertus comes Claromontensis et Alvernie Delphinus). Roberts Nachfolger beschränkten sich dann auf den Titel Dauphin von Auvergne. Der Titel eines Grafen von Clermont kam folglich außer Gebrauch.